# Всецарица
Ико́на Бо́жией Ма́тери «Всецари́ца» (греч. Παντάνασσα — Панта́насса) — почитаемая в Православной церкви икона Богородицы, находящаяся в кафоликоне афонского монастыря Ватопед.

## История
Икона была написана в XVII веке. Образ почитается верующими чудотворным, считается, что по молитвам перед ней получают исцеление при раковых заболеваниях.
В 1997 году один из списков иконы «Всецарица» был пожертвован в московский Новоспасский монастырь и почитается как чудотворный и мироточивый.
В связи с многочисленными сообщениями об исцелениях от раковых заболеваний, переданных вместе с медицинскими заключениями в Московскую патриархию из Екатеринбургской епархии в 2004 году, один из списков иконы «Всецарица» из Свято-Троицкого монастыря в селе Тарасково был включён в число местночтимых икон епархии. Патриарх Алексий II благословил назначить день празднования этого списка на 31 августа.
31 августа 2014 года патриарх Кирилл передал Спасо-Преображенскому кафедральному собору города Тамбова список иконы Божией Матери «Всецарица» и рассказал о чуде, связанном с ней. «Я лично знаю близко одного человека, который молился перед этим образом и был исцелён, имея четвёртую степень ракового заболевания. И живёт этот человек, забыл о своем недуге, потому что Царица Небесная от образа своего „Всецарица“ простёрла над ним свою длань», — сказал патриарх после литургии. Он рассказал, что привёз список иконы «Всецарица» в Тамбов, чтобы этот образ украшал кафедральный собор и чтобы люди, которые страдают онкологическими заболеваниями, с глубокой верой обращались к Богородице и получали исцеление.

## Иконография
Иконографический тип и название гораздо древнее XVII века. Так, в афонский же монастырь Григориат такая икона была пожертвована в 1500 году. Монастырь Пантанасса в Мистре основан в 1428 году. Наконец, в Константинополе церковь с таким названием была построена ещё императором Исааком Ангелом (конец XII — начало XIII веков).
Иконография «Всецарицы» относится к типу «Панахранта» («Всемилостивая»). Богоматерь восседает на троне с Младенцем на левой руке в окружении архангелов. Из западных картин на этот сюжет наиболее известна «Богоматерь на троне в окружении ангелов» Чимабуэ.